# Cœur à prendre
Cœur à prendre est un téléfilm français réalisé par Christian Faure en 1994.

## Synopsis
L'histoire d'amour entre Valérie, une adolescente de 14 ans atteinte d'une maladie rare, et d'Antoine, un jeune africain de 16 ans en situation irrégulière. Non acceptée par les deux familles, leur relation doit rester secrète.

## Fiche technique
- Titre : Cœur à prendre
- Réalisation : Christian Faure
- Scénario et dialogues : Sylvie Dervin et Guy Fournier
- Image : Paul Bonis
- Musique : Jacques Davidovici
- Montage : Marie-Claude Lacambre
- Décorateur de plateau : Patrick Colpaert
- Production : France 2, Son et Lumière
- Durée : 1 h 35 minutes
- Date de diffusion : 26 septembre 1994 sur France 2

## Distribution
- Christine Boisson : Nicole Bouquet
- Pierre Curzi : Vincent Bouquet
- Jennifer Lauret : Valérie Bouquet
- Christophe Aquillon : Antoine Janvier
- Joachim Lombard : Olivier Bouquet
- Anna Gaylor
- André Oumansky